# Molinos
Molinos – gmina w Hiszpanii, w prowincji Teruel, w Aragonii, o powierzchni 79,61 km². W 2011 roku gmina liczyła 286 mieszkańców.